# Cathartes
Cathartes Illiger, 1811 è un genere di uccelli della famiglia Cathartidae (ordine Accipitriformes).. Le tre specie attualmente classificate in questo genere si trovano ampiamente nelle Americhe.
Cathartes è la parola greca καθαρτής, che significa "purificatore", in riferimento al ruolo di questi avvoltoi di spazzini, nutrendosi di cadaveri in decomposizione in natura.

## Descrizione
Tutte le specie di Cathartes presentano teste senza piume con la pelle dai colori vivaci, dal giallo all'arancio negli avvoltoi dalla testa gialla, e rosso vivo nell'avvoltoio collorosso. Tutte e tre le specie condividono un olfatto altamente sviluppato, cosa rara negli uccelli, che consente loro di localizzare le carogne al suolo.

## Distribuzione e habitat
Questi animali vivono primariamente nelle foreste delle Americhe, in particolare in Messico, nell'America centrale e in Sud America.

## Biologia
Mentre tutte le specie acquisiscono la maggior della loro dieta dalla saprofagia, l'avvoltoio dalla testa gialla minore è noto per cacciare prede vive in ambienti umidi.

## Tassonomia

### Sistematica
Cathartes è uno dei cinque generi di avvoltoi del Nuovo Mondo. La collocazione tassonomica di questi avvoltoi non è molto chiara. Cathartes è l'unico genere all'interno della sua famiglia a non essere monotipico. Gli avvoltoi del Nuovo Mondo e del Vecchio Mondo sono simili nell'aspetto e hanno ruoli ecologici simili, ma si sono evoluti da diversi antenati in parti del mondo ampiamente separate. Le relazioni tra i due gruppi di avvoltoi sono oggetto di dibattito, con alcune autorità precedenti che suggeriscono che gli avvoltoi del Nuovo Mondo fossero più strettamente legati alle cicogne.
Nel 2007, la checklist nordamericana dell'American Ornithologists' Union spostò Cathartidae nella posizione di comando in Falconiformes, ma con un asterisco che indica che è un taxon "che è probabilmente mal riposto nell'attuale filogenetica ma per cui i dati che indicano il corretto posizionamento sono non ancora disponibile". La bozza di checklist sudamericana dell'AOU colloca i cathartidi nel loro ordine, Cathartiformes. Tuttavia, il recente studio del DNA sulle relazioni evolutive tra i gruppi di uccelli suggerisce che siano correlati agli altri rapaci e che dovrebbero invece far parte di un nuovo ordine Accipitriformes, una posizione adottata nel 2010 dalla check-list americana e condivisa con il Congresso Ornitologico Internazionale.

### Specie
Il genere comprende 3 specie:
| Immagine | Nome scientifico | Nome comune                    | Distribuzione |
| -------- | ---------------- | ------------------------------ | --- |
|          | C. aura          | Avvoltoio collorosso           | le Americhe, dal Canada meridionale a Capo Horn |
|          | C. burrovianus   | Avvoltoio testagialla minore   | Argentina, Belize, Bolivia, Brasile, Cile, Colombia, Costa Rica, Ecuador, El Salvador, Guyana francese, Guatemala, Guyana, Honduras, Messico, Nicaragua, Panama, Paraguay, Perù, Suriname, Uruguay, e Venezuela |
|          | C. melambrotus   | Avvoltoio testagialla maggiore | Sud America |

Il primo membro di questo genere ad essere descritto formalmente, l'avvoltoio collorosso, fu nominato da Linneo come Vultur aura nel suo Systema Naturae, nel 1758, ma alla fine fu trasferito al genere attuale che era stato creato dallo zoologo tedesco Johann Illiger, nel 1811. Gli avvoltoi dalla testa gialla descritti per la prima volta nel 1845 da John Cassin non furono divisi in due specie fino al 1964.